# Raimea (Ort, Opa)
Raimea ist ein osttimoresischer Ort im Suco Opa (Verwaltungsamt Lolotoe, Gemeinde Bobonaro). Der Name „Raimea“ bedeutet übersetzt „Lehm“.
Das Dorf liegt im Nordosten der Aldeia Raimea, auf einer Meereshöhe von 754 m und bildet den Ostteil des Siedlungszentrum Lolotoe, dem Hauptort des Verwaltungsamtes. Raimea liegt am Fuß des Berges Sibi (976 m), weiter nördlich liegt der Tulo (1285 m). Im Süden erhebt sich der Gubulba (906 m) und weiter im Südosten der Lolo Beleasu (764 m) und der Sulogup (797 m).
Westlich liegt das Zentrum des Ortes Lolotoe und nordöstlich, im Suco Lupal, das Dorf Ames (Amis).